# هندسه مولکولی پنج ضلعی مسطح
در دانش شیمی، مطابق نظریه دافعه زوج الکترون لایه ظرفیتی هندسه مولکولی پنج ضلعی مسطح ۵ کوئوردینه شامل یک اتم مرکزی و هفت گروه (شامل
پنج اتم و دو الکترون‌های ناپیوندی) است. در شکل پنج ضلعی مسطح زاویه پیوندی برابر ۷۲ درجه است. 

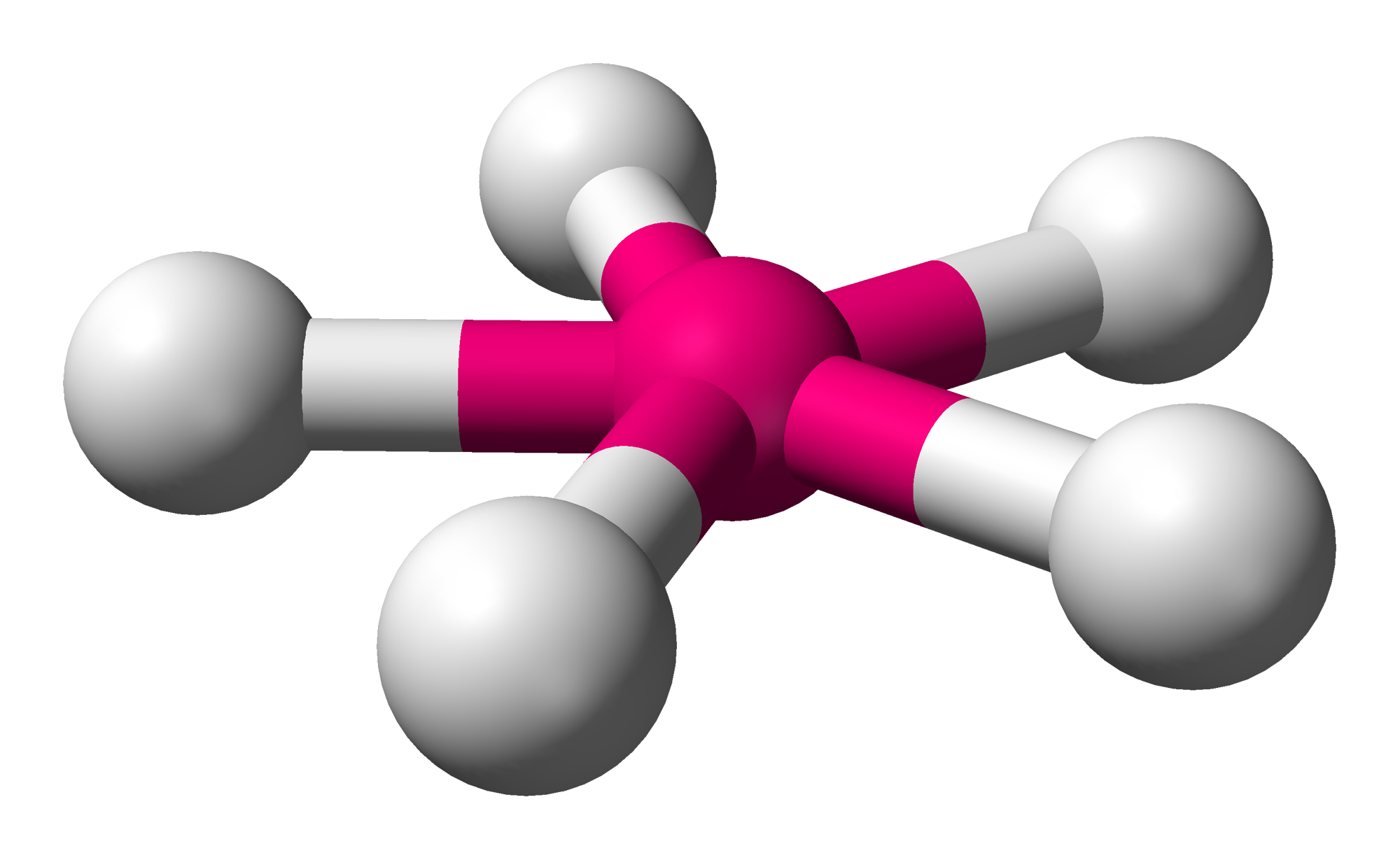

 این ساختار، از مشتقات ساختار مولکولی دو هرمی پنج ضلعی مسطح است. در این ساختار هر دو الکترون به موقعیت‌های محوری تمایل دارند. گشتاور دوقطبی در این ساختار برابر با صفر و گروه نقطه ای آن D5h است.

## نمونه‌ها
تنها نمونه‌های تشخیص داده شده از این ترکیب، آنیون پنتا فلوئوروزنات و آنیون پنتا فلوئورویدات است. نمونه‌های دیگر به علت ممانعت فضایی بالا تاکنون شناسایی نشده‌اند.